# 稲城市立稲城第三中学校
稲城市立稲城第三中学校（いなぎしりつ いなぎだいさんちゅうがっこう）は、東京都稲城市矢野口にある公立の中学校である。

## 沿革
- 1977年（昭和52年） 4月1日に開校、同月6日に第1回入学式を挙行、5月31日にプール完成。
- 1978年（昭和53年） 体育館完成。
- 1979年（昭和54年） 増築工事完了。
- 1985年（昭和60年） 稲城第四中学校新設のため、本校から生徒233人が分離される。
- 2010年（平成22年） 体育館大規模改修工事。
- 2017年（平成29年） 校舎大規模改修及び増築工事開始。
- 2018年（平成30年） 校舎大規模改修及び増築工事完了。

## 校区
- 矢野口の一部
- 東長沼の一部

## 交通
- 京王電鉄相模原線稲城駅から徒歩11分
- JR南武線稲城長沼駅から徒歩20分